# 30: Very Best of Deep Purple
30: The Very Best of Deep Purple je výběrové album anglické rockové skupiny Deep Purple z roku 1998, oslavující 30 let existence skupiny. Album je k dostání ve dvou verzích, jedno CD, nebo se dvěma disky s texty uvnitř obalu. Verze s jedním CD se soustředí na největší hity skupiny během let a obsahuje vesměs upravené verze písní, pro příklad píseň „Child in Time“, která byla přes deset minut dlouhá ve své původní verzi na albu Deep Purple in Rock. Verze se dvěma CD, „Special Collectors Edition“ (speciální sběratelská edice) je více do hloubky a obsahuje plné verze písní.
V roce 2008 byla vydána remasterovaná verze této kompilace. Tato nová verze se ve Spojeném království umístila na 56. pozici.

## Seznam skladeb (Verze s 1 CD)
Autory všech písní jsou Ian Gillan, Ritchie Blackmore, Roger Glover, Jon Lord a Ian Paice, kromě písní, kde je poznačeno jiné jméno.
1. "Hush" (Joe South) - 4:28
  - Poprvé vydáno na albu Shades of Deep Purple (1968)
2. "Black Night" - 3:29
3. "Speed King" - 4:27
4. "Child in Time" - 4:15
  - Písně 2-4 byly poprvé vydány na albu Deep Purple in Rock (1970)
5. "Strange Kind of Woman" - 3:53
6. "Fireball" - 3:26
7. "Demon's Eye" - 5:19
  - Písně 5-7 byly poprvé vydány na albu Fireball (1971)
8. "Smoke on the Water" - 5:43
9. "Highway Star" - 6:32
10. "When a Blind Man Cries" - 3:31
11. "Never Before" - 3:30
  - Písně 8-11 byly poprvé vydány na albu Machine Head (1972)
12. "Woman from Tokyo" - 2:47
  - Poprvé vydáno na albu Who Do We Think We Are (1973)
13. "Burn" (David Coverdale, Blackmore, Lord, Paice) - 4:33
  - Poprvé vydáno na albu Burn (1974)
14. "Stormbringer" (Coverdale, Blackmore) - 4:07
  - Poprvé vydáno na albu Stormbringer (1974)
15. "You Keep on Moving" (Coverdale, Glenn Hughes) - 4:30
  - Poprvé vydáno na albu Come Taste the Band (1975)
16. "Perfect Strangers" - 4:16
  - Poprvé vydáno na albu Perfect Strangers (1984)
17. "Vavoom: Ted the Mechanic" (Gillan, Steve Morse, Glover, Lord, Paice) - 4:19
  - Poprvé vydáno na albu Purpendicular (1996)
18. "Any Fule Kno That" (Gillan, Morse, Glover, Lord, Paice) - 4:27
  - Poprvé vydáno na albu Abandon (1998)

## Obsazení (Verze s 1 CD)
- Ritchie Blackmore - Kytara u písní 1-14 a 16
- Ian Gillan - Vokály u písní 2-12 a 16-18
- Roger Glover - Baskytara u písní 2-12 a 16-18
- Jon Lord - Klávesy u všech písní, vokály v pozadí u písně 1
- Ian Paice - Bicí u všech písní
- Rod Evans - Hlavní vokály u písně 1
- Nick Simper - Baskytara a vokály v pozadí u písně 1
- David Coverdale - Hlavní vokály u písní 13-15
- Glenn Hughes - Baskytara a vokály u písní 13-15
- Tommy Bolin - Kytara u písní 15
- Steve Morse - Kytara u písní 17, 18

## Seznam skladeb (Verze s 2 CD)
All songs by Ian Gillan, Ritchie Blackmore, Roger Glover, Jon Lord and Ian Paice, except where noted.

### Disk 1
1. "Hush" (Joe South) - 4:28
2. "Mandrake Root" (Rod Evans, Blackmore, Lord) - 6:11
  -  Písně 1-2 byly poprvé vydány na albu Shades of Deep Purple (1968)
3. "Kentucky Woman" (Neil Diamond) - 4:43
4. "Wring That Neck" (Blackmore, Nick Simper, Lord, Paice) - 5:14
  -  Písně 3-4 byly poprvé vydány na albu The Book of Taliesyn (1968)
5. "The Bird Has Flown" (Evans, Blackmore, Lord) - 2:54
  -  Verze strany B singlu
6. "Emmaretta" (Evans, Blackmore, Lord) - 3:00
  -  Singl
7. "Hallelujah" (Roger Greenaway, Roger Cook) - 3:43
  -  Singl
8. "Black Night" - 3:29
  -  Singl
9. "Speed King" - 5:53
10. "Bloodsucker" - 4:13
11. "Child in Time" - 10:17
  - Písně 9-11 byly poprvé vydány na albu Deep Purple in Rock (1970)
12. "Strange Kind of Woman" - 3:53
  - Singl (VB) a na albu Fireball (1971) (USA)
13. "Fireball" - 3:26
14. "Demon's Eye" - 5:19
  - Písně 13-14 byly poprvé vydány na albu Fireball (1971)
15. "When a Blind Man Cries" - 3:31
  -  Verze strany B singlu

### Disk 2
1. "Highway Star" - 6:32
2. "Smoke on the Water" - 5:43
3. "Never Before" - 4:01
  - Písně 1-3 byly poprvé vydány na albu Machine Head (1972)
4. "Woman from Tokyo" - 5:51
  - Poprvé vydáno na albu Who Do We Think We Are (1973)
5. "Burn" (David Coverdale, Blackmore, Lord, Paice) - 6:03
6. "Might Just Take Your Life" (Coverdale, Blackmore, Lord, Paice) - 4:39
  - Písně 5-6 byly poprvé vydány na albu Burn (1974)
7. "Stormbringer" (Coverdale, Blackmore) - 4:07
  - Poprvé vydáno na albu Stormbringer (1974)
8. "You Keep on Moving" (Coverdale, Glenn Hughes) - 5:19
  - Poprvé vydáno na albu Come Taste the Band (1975)
9. "Perfect Strangers" (Gillan, Blackmore, Glover) - 5:21
10. "Knocking at Your Back Door" (Gillan, Blackmore, Glover) - 7:03
  - Písně 9-10 byly poprvé vydány na albu Perfect Strangers (1984)
11. "King of Dreams" (Joe Lynn Turner, Blackmore, Glover) - 5:29
  - Poprvé vydáno na albu Slaves and Masters (1990)
12. "Ted the Mechanic" (Gillan, Steve Morse, Glover, Lord, Paice) - 4:19
  - Poprvé vydáno na albu Purpendicular (1996)
13. "Any Fule Kno That" (Gillan, Morse, Glover, Lord, Paice) - 4:27
  - Poprvé vydáno na albu Abandon (1998)

## Obsazení (Verze s 2 CD)
- Ritchie Blackmore - Kytara na disku 1 u písní 1-15, na disku 2 u písní 1-7 a 9-11
- Ian Gillan - Vokály na disku 1 u písní 7-15, na disku 2 u písní 1-4, 9-10 a 12-13
- Roger Glover - Baskytara na disku 2 u písní 7-15, na disku 2 u písní 1-4 a 9-13
- Jon Lord - Klávesy u všech písní, vokály v pozadí na disku 1 u písní 1-6
- Ian Paice - Bicí u všech písní
- Rod Evans - Hlavní vokály na disku 1 u písní 1-6
- Nick Simper - Baskytara a vokály v pozadí na disku 1 u písní 1-6
- David Coverdale - Hlavní vokály na disku 2 u písní 5-8
- Glenn Hughes - Baskytara a vokály na disku 2 u písní 5-8
- Tommy Bolin - Kytara na disku 2 u písně 8
- Joe Lynn Turner - Vokály na disku 2 u písníě11
- Steve Morse - Kytara na disku 2 u písní 12, 13